# Tumbez
Tumbez (Tumpí), danas nestali indijanski narod klasificiran porodici Atalán. Tumbezi su živjeli na južnoj obali zaljeva Guayaquil, na jug sve do ušća rijeke Chira. U vrijeme dolaska Španjolaca oni su već bili pokoreni od Inka, tako da je malo poznato o njihovom izvornom životu. Prema tradiciji Inka oni su bili ljudožderi prije nego što su uklopljeni u carstvo te države. 
Prema Oviedu odjeća Tumbeza bila je tipična za tamošnja obalna plemena. Sastojala se od kratke košulje i pregaće, dok su žene nosile duge suknje i ukrašavale se chaquira–perlicama.